# Unforgettable (Marcus & Martinus)

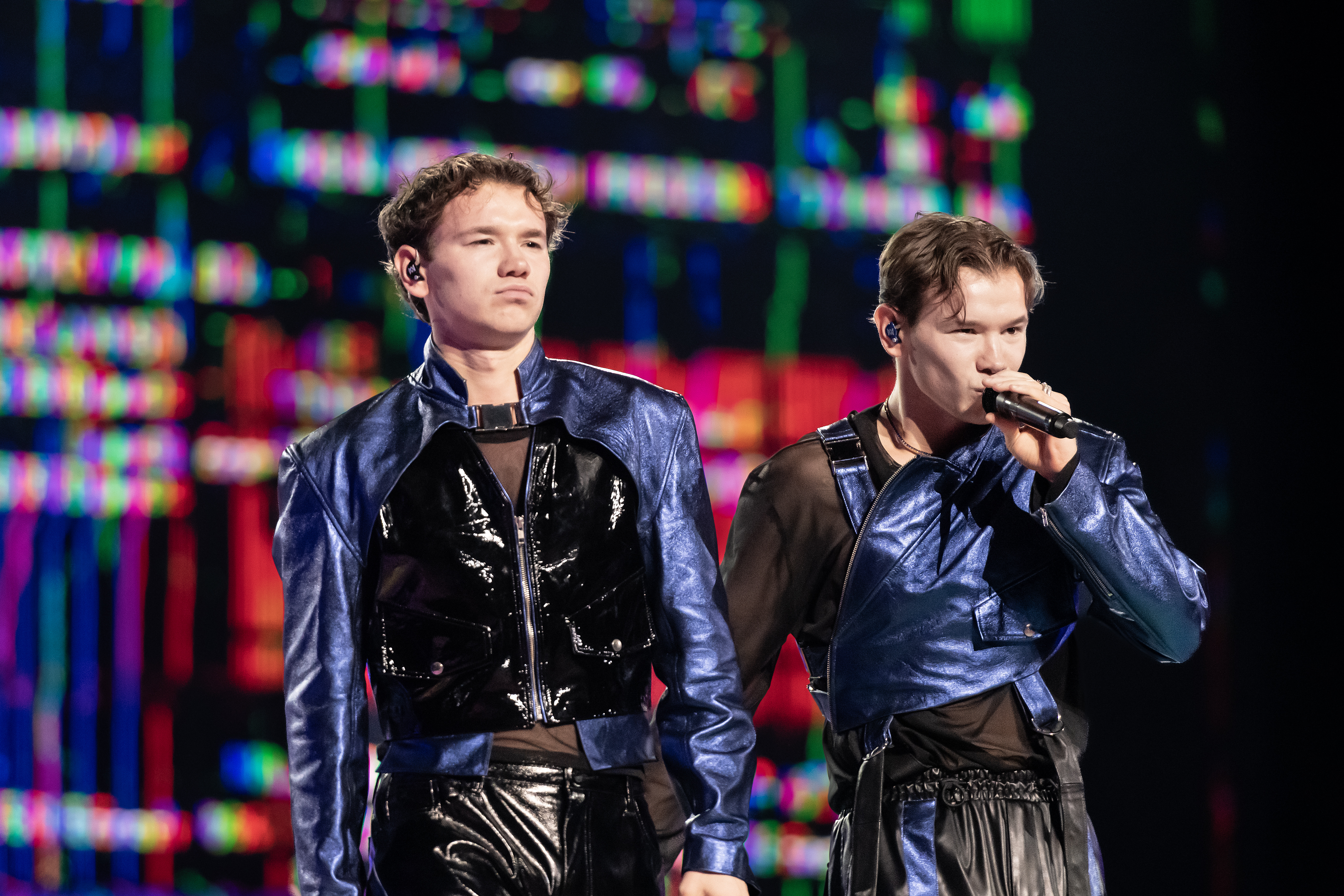
Marcus & Martinus mentre si esibiscono sulle note di Unforgettable alle prove finali dell'Eurovision Song Contest, 10 maggio 2024

Unforgettable è un singolo del duo musicale norvegese Marcus & Martinus, pubblicato il 2 marzo 2024 come settimo estratto dal quarto album in studio omonimo.

## Promozione
Con Unforgettable Marcus & Martinus hanno preso parte a Melodifestivalen 2024, la competizione canora svedese utilizzata come processo di selezione per l'Eurovision Song Contest. Essendo risultati i più votati dal pubblico fra i sei partecipanti alla loro semifinale, hanno avuto accesso diretto alla finale, dove il voto combinato di giuria e pubblico li hanno eletti vincitori e rappresentanti nazionali sul palco eurovisivo a Malmö.
Qualificati di diritto alla finale come paese ospitante, si sono posizionati al 9º posto finale.

## Tracce
Testi e musiche di Jimmy "Joker" Thörnfeldt, Joy Deb, Linnea Deb, Marcus Gunnarsen e Martinus Gunnarsen.
1. Unforgettable – 2:48

## Classifiche

### Classifiche settimanali
| Classifica (2024) | Posizione massima |
| ----------------- | ----------------- |
| Estonia           | 73                |
| Finlandia         | 19                |
| Grecia            | 13                |
| Islanda           | 25                |
| Lettonia          | 17                |
| Lituania          | 10                |
| Norvegia          | 26                |
| Paesi Bassi       | 75                |
| Polonia           | 99                |
| Svezia            | 1                 |

### Classifiche di fine anno
| Classifica (2024) | Posizione |
| ----------------- | --------- |
| Svezia            | 36        |